# The Girl and the Dreamcatcher
The Girl and the Dreamcatcher era una banda pop de origen estadounidense, formada en Los Ángeles, California, en 2015. La banda estaba conformada por Dove Cameron y Ryan McCartan. La banda debutó en 2015 con su sencillo debut llamado «Written In The Stars».

## Antecedentes

### 2014-2015: Primeros años
Dove Cameron y Ryan McCartan decidieron tocar juntos como dúo en 2014 lanzando covers de varias canciones. Finalmente después de casi un año, el 29 de septiembre de 2015 hicieron un video anunciando que TGATDC era un banda oficial.
Aquí fue donde ellos lanzaron su sencillo debut «Written In The Stars» el 2 de agosto de 2015. El 19 de noviembre de 2015 lanzaron su segundo sencillo «All I Want for Christmas is You» cover de la cantautora estadounidense Mariah Carey junto con «Have Yourself a Merry Little Christmas» contando como tercer sencillo oficial.

### 2016-presente: Negatives EP
El 29 de enero de 2016 lanzaron su cuarto sencillo «Glowing in the Dark» el video oficial fue publicado el 28 de enero del mismo año ya con más de 10.000.000 de visitas. El 8 de abril de 2016 relanzaron «Someone You Like» como su quinto sencillo. La canción fue escrita por Ryan McCartan. El 17 de junio de 2016 ellos acabaron de lanzar su hit «Make You Stay» con ya 10 millones de vistas el 6 de junio, actualmente anunciaron el lanzamiento de su primer álbum: EP Negatives llamado así con el propósito de representar lo duro de las relaciones amorosas.
El cual consta de 6 canciones, lanzado el 29 de julio del 2016.

### Separación de la banda
El 4 de octubre de 2016, Ryan McCartan confirmó que el y su exnovia Dove Cameron  habían terminado por motivos personales, esto fue una pena para los fans de la banda, ya que ellos se iban a casar, lo habían confirmado el 16 de abril de 2016.
McCartan dijo en uno de sus post vía Twitter  que se habían separado ya que Dove Cameron dijo que la relación ya no era lo que ella quería. Un mes después, Ryan McCartan dijo que la banda The Girl And The Dreamcatcher, abreviado TGATDC se había separado, y que el pronto iba a sacar sus propias canciones en solitario, mientras que Dove Cameron solo se seguirá enfocando en la actuación.

## Discografía

### Extended play
| Título    | Detalles                                                                                   |
| --------- | ------------------------------------------------------------------------------------------ |
| Negatives | - Lanzamiento: 29 de julio de 2016 - Discográfica: GDC Records - Formato: Descarga digital |

### Sencillos
| Título                                   | Año  | Álbum     |
| ---------------------------------------- | ---- | --------- |
| "Written in the Stars"                   | 2015 |           |
| "All I Want for Christmas is You"        | 2015 |           |
| "Have Yourself a Merry Little Christmas" | 2015 |           |
| "Glowing in the Dark"                    | 2016 | Negatives |
| "Someone You Like" (relanzamiento)       | 2016 |           |
| "Make You Stay"                          | 2016 | Negatives |

### Videos musicales
| Año  | Vídeo                                    | Álbum     | Director    |
| ---- | ---------------------------------------- | --------- | ----------- |
| 2015 | «Written in the Stars»                   | —         | Colton Tran |
| 2015 | «Have Yourself a Merry Little Christmas» | —         | Unknown     |
| 2016 | «Glowing in the Dark»                    | Negatives | Colton Tran |
| 2016 | «Make You Stay»                          | Negatives | Colton Tran |

## Miembros
- Dove Cameron - Voz principal
- Ryan McCartan - Voz principal, guitarra